# The Thirsty Dead

The Thirsty Dead est un film américain d'aventures et d'horreur-épouvante réalisé en 1974 par Terry Becker.

## Synopsis
À Manille, aux Philippines, quatre jeunes femmes dont une danseuse de cabaret, sont enlevées par les membres d'une secte mystérieuses. Après un long périple d'abord dans les égouts, puis en pirogues et à travers la jungle, ils aboutissent parmi une communauté pratiquant des rituels magiques leur permettant de rester immortel. L'une de jeunes filles, Laura ressemble à celle qu'annonçait une prophétie, elle est donc accueillie avec les honneurs dus à son rang, mais elle refuse de se rendre complices de rites qui pourraient mettre en danger ses compagnes de détentions. Le grand prêtre, Baru devient amoureux de Laura et favorisera son évasion. Mais quand Laura, sauvée signalera la présence de la secte aux autorités, celles-ci lui répondront qu'après des recherches y compris en hélicoptère, il n'en ont trouvé aucune trace. Plus loin, Ranu la reine de la communauté, jubile dans son télescope quand elle voit les militaires rebrousser chemin et laisser Laura désemparée.

## Fiche technique
- Titre original : The Thirsty Dead
- Réalisateur : Terry Becker
- Scénariste : Terry Becker, Charles Dennis, Lou Whitehill
- Musique : Richard LaSalle
- Photographie : Nonong Rasca
- Durée : 88 minutes
- Pays de production :  États-Unis
- Genre : aventures, horreur, épouvante
- Date de sortie :
  - États-Unis : 6 septembre 1974

## Distribution
- Jennifer Billingsley : Laura,
- John Considine : Baru
- Judith McConnell : Claire, la danseuse du cabaret
- Tani Guthrie : Ranu, la reine de la communauté
- Fredricka Meyers : Ann, l'une des jeunes femmes enlevée
- Chiqui da Rosa : Bonnie
- Elena Sampson : Hala
- Mary Walters : Eva
- Rod Navarro : Francisco
- Vic Diaz : lieutenant de police
- Rick Rhorke : un marin au cabaret